# Ella Swings Brightly with Nelson
Ella Swings Brightly with Nelson è il venticinquesimo album della cantante jazz Ella Fitzgerald, pubblicato dalla Verve Records nel 1962.
L'album vede la cantante accompagnata dall'orchestra diretta da Nelson Riddle. Pochi mesi dopo uscirà Ella Swings Gently with Nelson.

## Tracce
Lato A
1. When Your Lover Has Gone (Einar Aaron Swan) – 3:00
2. Don't Be That Way (Benny Goodman, Mitchell Parish, Edgar Sampson) – 3:47
3. Love Me or Leave Me (Walter Donaldson, Gus Kahn) – 2:49
4. I Hear Music (Burton Lane, Frank Loesser) – 2:19
5. What Am I Here For? (Duke Ellington, Frankie Laine) – 2:43
6. I'm Gonna Go Fishin' (Ellington, Peggy Lee) – 3:00

Lato B
1. I Won't Dance (Dorothy Fields, Oscar Hammerstein II, Otto Harbach, Jerome Kern, Jimmy McHugh) – 3:30
2. I Only Have Eyes for You (Al Dubin, Harry Warren) – 2:37
3. The Gentleman is a Dope (Hammerstein, Richard Rodgers) – 3:58
4. Mean to Me (Fred E. Ahlert, Roy Turk) – 2:55
5. Alone Together (Howard Dietz, Arthur Schwartz) – 2:45
6. Pick Yourself Up (Fields, Kern) – 2:06

Bonus track riedizione 1993
1. Call Me Darling (Dorothy Dick, Mort Fryberg, Rolf Marbet, Bert Reisfeld) – 2:34
2. Somebody Loves Me (Buddy DeSylva, George Gershwin, Ballard MacDonald) – 2:33
3. Cheerful Little Earful (Ira Gershwin, Billy Rose, Warren) – 2:06